# 貝貨

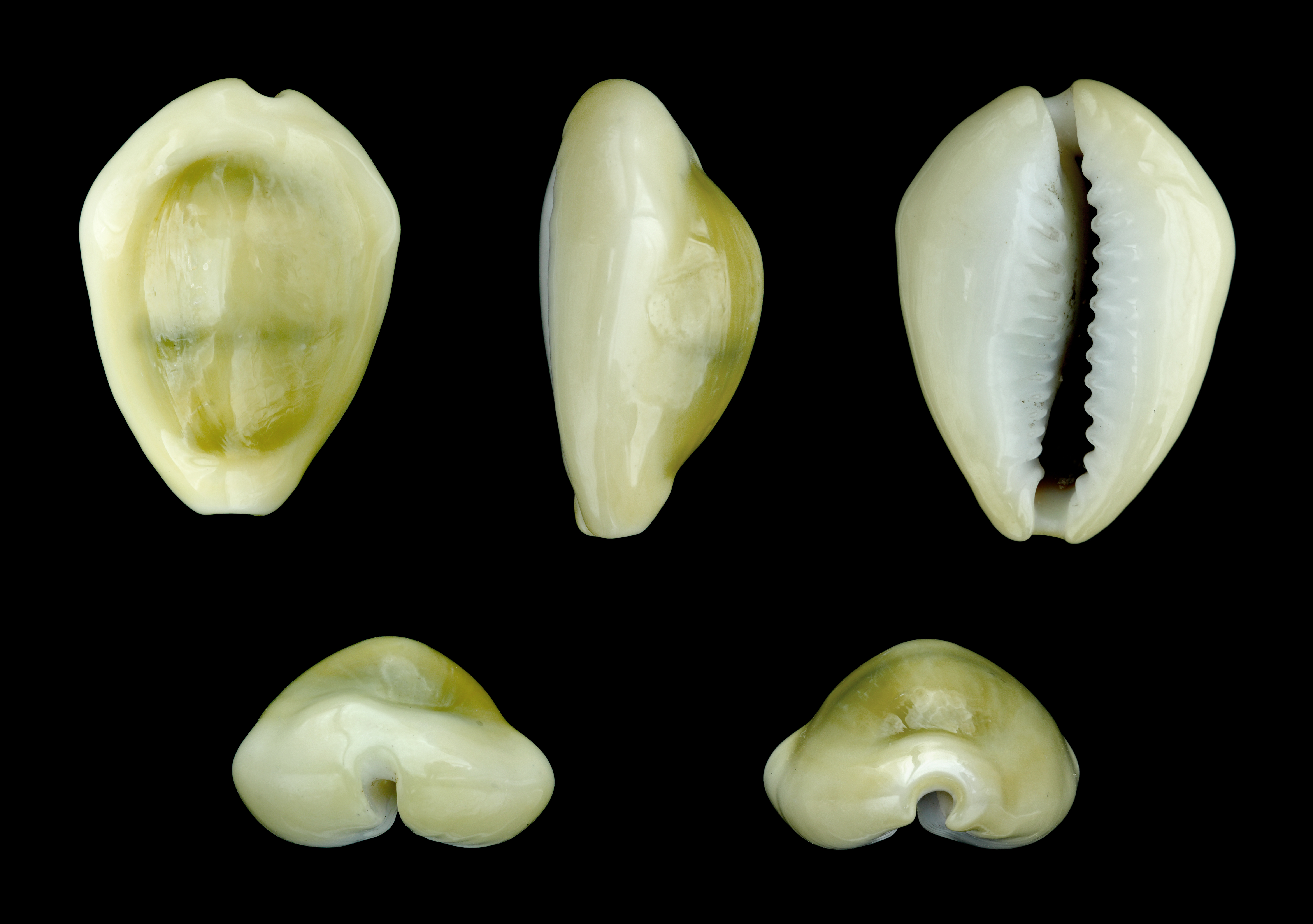
タカラガイの一種であるキイロダカラの貝貨

貝貨（ばいか）とは貝殻を用いた貨幣である。アジア、アフリカ、オセアニア、アメリカで使われており、特にタカラガイは豊産、繁栄、再生、富などを象徴し、キイロダカラ（Monetaria moneta）とハナビラダカラ（Monetaria annulus）が広範な地域で用いられた。

## 概要

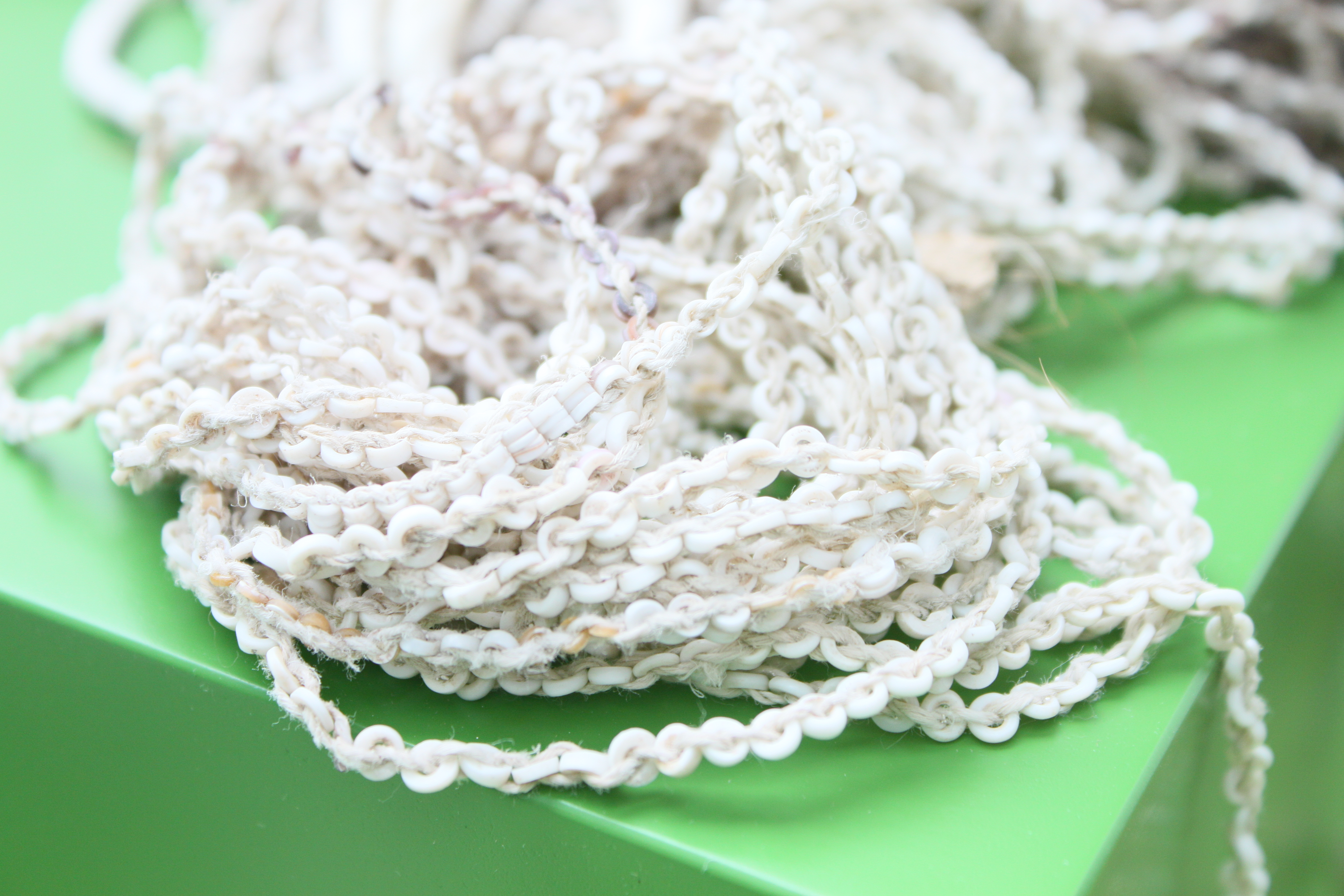
パプアニューギニアの貝貨

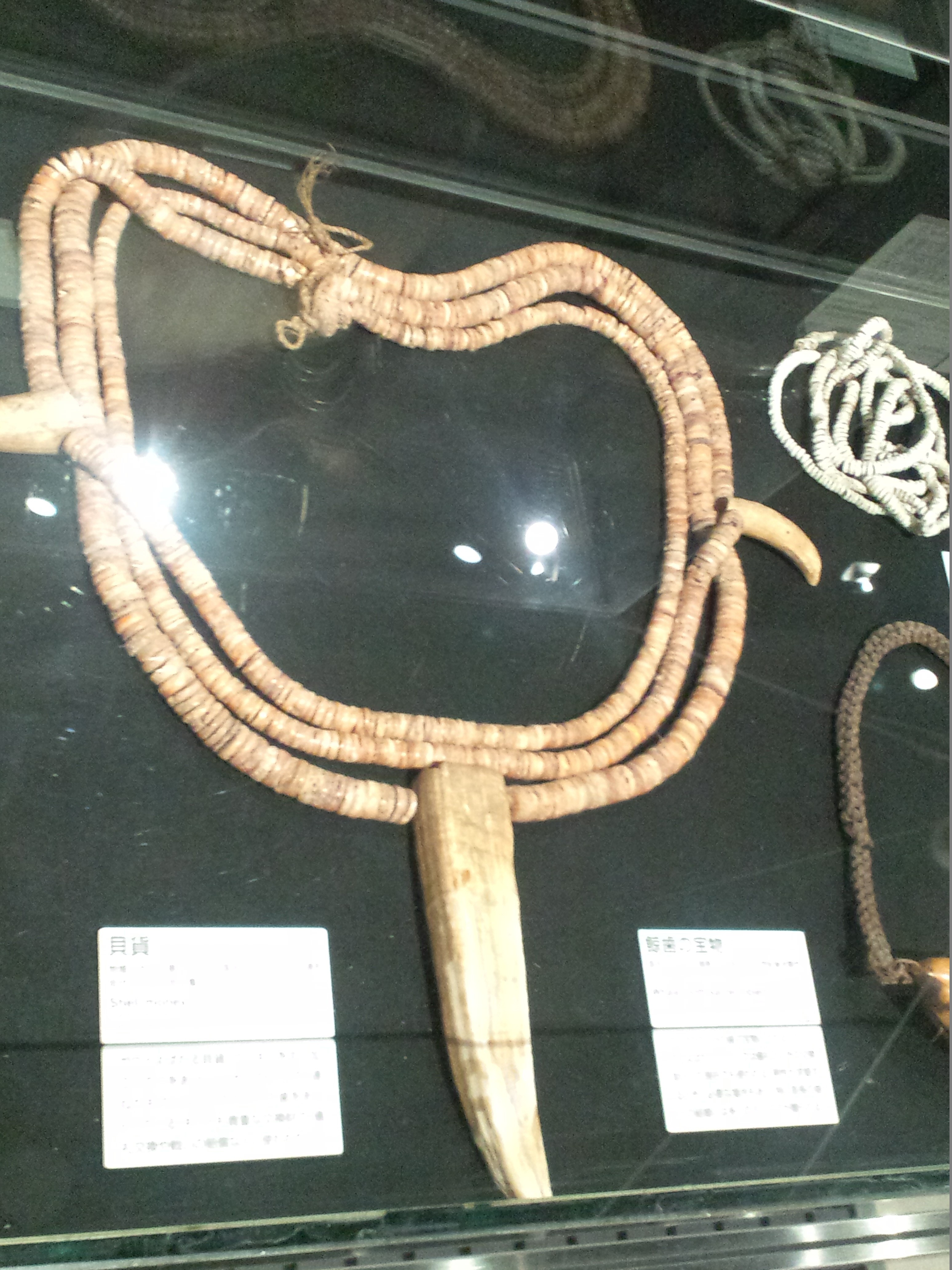
ヤップ島の貝貨・ガウ

貝は古来から呪物、装飾品、ゲームの駒などに用いられており、貨幣として使われる条件には希少性が関わっていた。最も希少な場合は宗教的な呪物や特別な装飾品として使われ、数量が増えると貨幣となり、さらに増えると日常の装飾品となった。
タカラガイを珍重した初期の文化は、紀元前5500年頃のメソポタミアのアッシリア、紀元前6000年から5000年の中央ユーラシアのジェイトゥン、東アジアの紀元前2000年頃の馬家窯文化、紀元前のパプアニューギニアのカフィアヴァナ（Kafiavana）などの遺跡から確認でき、これらは威信財や呪物としてタカラガイを用いたと推測される。
貝類が貨幣として優れている点は、 
1. 個数を数えやすい
2. 小額単位に向いており日常の取引に使える
3. 模造されにくい
4. 腐食や変質しにくく素材として安定している
5. 取引される財に対して中立である

などがあげられる。
貝貨が最も活発に流通したのは、13世紀から14世紀の元の時代にあたる。当時の貨幣には東ユーラシアの銅銭、西ユーラシアの金貨や銀貨、南ユーラシアの貝貨などがあり、これらは個数を数える計数貨幣であった。これに対してモンゴル帝国や元では重量を測って使う秤量貨幣の銀を集め、ユーラシアの征服を進めるとともに貿易に銀を使った。元によって交易路が結びつけられ、銀が循環して各地の交易が活発になると、貝貨も雲南からアフリカにかけて流通した。元による銀の循環が14世紀に滞るようになると、各地の交易も減少していった。
ヨーロッパによるアメリカ植民地では金属貨幣が不足しており、先住民の貝貨が法律で通貨として認められて流通した。
19世紀以降は、国際金本位制や、一国一通貨の原則の普及が進み、各地の貝貨は国家が発行する硬貨や紙幣に置き換えられていった。使われなくなった貝貨は装飾や工芸品に変わっていったが、現在でも貨幣として流通している地域がある。

### 産地
キイロダカラとハナビラダカラは沖縄、タイランド湾、モルディブ、モザンビークで産する。この2種が貝貨に選ばれた理由として、いずれも水深2メートルから3メートルの岩礁や珊瑚礁に生息しており採取しやすい点にあると推測される。日本語ではハチジョウダカラという殻長7センチの貝を子安貝と呼ぶが、タカラガイの総称として使われる場合がある。
北アメリカの貝貨は東海岸のロングアイランド周辺、オセアニアではソロモン諸島が中心となった。

### 形状
原料となる貝に穴を開けて紐を通し、ビーズ状にして使用された。均一な大きさの貝を流通させるために、採取のときに大きさが選ばれていた。例えば自然界のハナビラダカラは殻長が8.9ミリメートルから37.4ミリメートルまであるが、東ユーラシアで流通したハナビラダカラは25ミリメートル前後にそろえられている。

## 東アジア

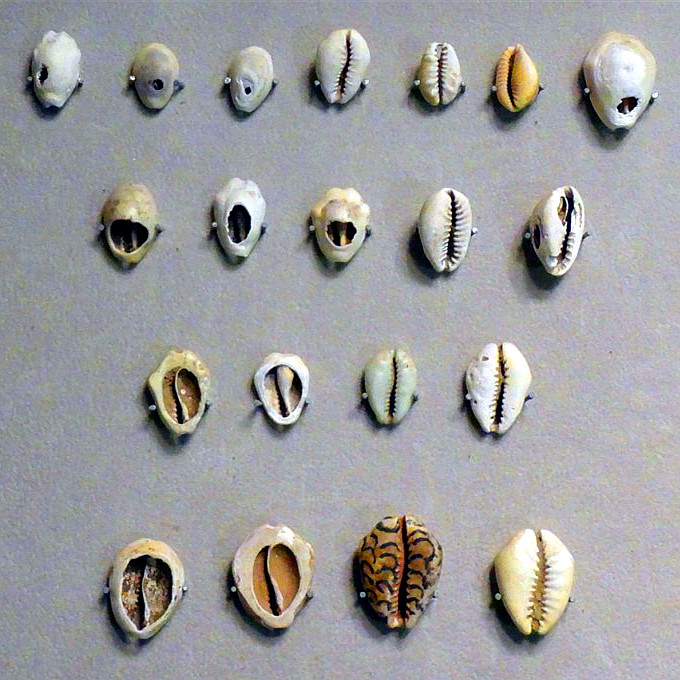
古代中国の貝貨、中国貨幣博物館

紀元前15世紀の商（殷）や、紀元前11世紀の周では、東南アジアからの交易でタカラガイを入手し、贈与や埋葬品に用いた。タカラガイを糸でつないだものを朋と呼び、王朝では儀礼における贈与や下賜などの互酬のためにタカラガイを使ったとされる。副葬品としてもタカラガイが使われており、呪術的な意味があった。朋は物品の価値を示すためにも使われた。古代中国では経済に関わる文字の多くに「貝」が使われており、タカラガイが神聖な品や貨幣として使われていたのが理由とされる。漢字の「かう」に相当する「買」や、「あきなう」や「かえる」に相当する「貿」は、殷周時代の甲骨文や金文に見られる。商業や商人を意味する「賈」や、「たから」・「しなもの」・貨幣などを表す「貨」も早くから使用されていた。貝は亀甲とともに貴重とされ、のちには石、骨、銅などでタカラガイを模倣した貨幣も作られた。楚はタカラガイを模した銅貝を作り、新の王莽は宝貨制という復古政策によって貝貨を流通させた。『漢書』食貨志によれば、宝貨制の貝貨は大きさによって5種類の価値があり、最小が3銭、最大が216銭に相当した。王莽の政策が破綻したのちは、貝貨が雲南以外で使われることはなかった。
雲南

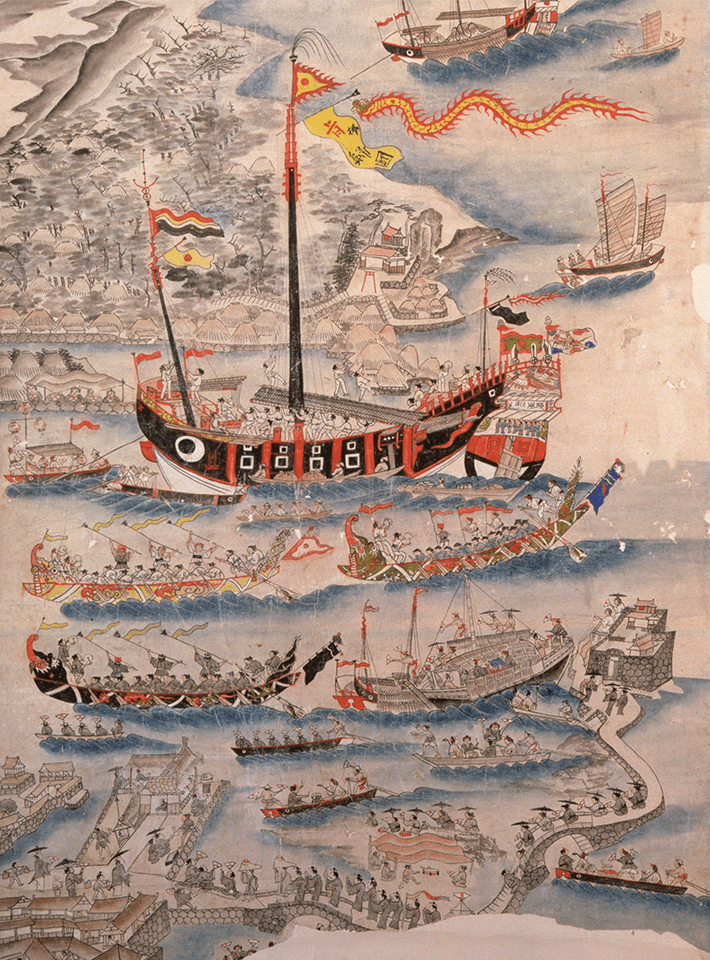
琉球の進貢船。1383年に明は大型の進貢船を琉球に提供し、朝貢回数などで琉球に特例を与えた。

東南アジアに近い雲南では、北方よりも大量のタカラガイが出土している。『新唐書』の南詔伝によれば、雲南の南詔では貝が交易の貨幣として使われ、16枚の貝が覓（べき）という単位で呼ばれていたという記録がある。南詔ののちの大理国の時代もタカラガイの貝貨は流通していた。13世紀には元が雲南を征服しており、当時ヴェネツィアの商人だったマルコ・ポーロは、タカラガイの貝貨が雲南で使われていたと『東方見聞録』で語っている。貝貨は80個＝銀1サジュ（3.6グラム）にあたり、80個単位で紐でまとめていたと考えられる。元の歴史について書かれた『元史』にも、13世紀の雲南で貝貨が流通していた記録があり、キイロダカラが中心だった。貝貨は金の代わりとして納税に使えたが、貝貨しか持たない者にとっては不利だった。タカラガイは密輸でも雲南に持ち込まれており、元の法令集『元典章』には、雲南へのタカラガイの密輸の禁止条例があり、有力者が賄賂と引き換えに密輸を支援していたと記録がある。
雲南では明の時代もタカラガイが使われた。琉球王国は明への朝貢でタカラガイ（海巴）550万個を送っており、雲南の貝貨は赤道付近以外からも産出していた可能性がある。朝貢に使った進貢船が停泊していた那覇港の御物城（おものぐすく）や渡地村（わたんぢむら）では、14世紀から16世紀の大量のタカラガイが発見されており、最も多いのは明の洪武帝から永楽帝の時期にあたる。朝貢で集まったタカラガイは南京に貯蔵されて雲南の皇族や官僚に送られた。
1610年頃からタカラガイの銀に対するレートの下落幅が大きくなり、清の支配下となった1680年代にはタカラガイは流通しなくなり、代わって銅銭が使われるようになった。原因は、タカラガイの供給が途絶したためとされている。

## 東南アジア・南アジア
インドシナ

イブン・バットゥータの旅程

13世紀タイのランナータイ朝をはじめとする諸王朝で、タカラガイの貝貨が使われていた記録がある。13世紀の雲南で流通したタカラガイは、チャオプラヤー川の流域のロカック（羅斛）から運ばれていた可能性がある。14世紀の商人汪大淵の『東夷誌略』には羅斛の物産としてタカラガイの記録があり、ポーロの『東方見聞録』とも一致する。タカラガイはタイ沿岸で集められたのちに交易路でムアン、スコータイ朝、ランナータイをへて雲南に運ばれたと考えられる。
14世紀のタンジェ出身の旅行家イブン・バットゥータは、『リフラ』でタカラガイの貝貨について記している。モルディブ諸島に生息するタカラガイが貝貨となり、島民はベンガルのコメと交換していた。モルディブのタカラガイはベンガルに運ばれたのち、西はイエメンからアフリカのスーダンなどに運ばれ、東はタイ南部から雲南へと運ばれた。
インド
4世紀頃のグプタ朝の時代から、銅貨とともにタカラガイが小額面の貨幣として日常の取り引きに使われた。18世紀から19世紀のベンガル地方でも市場では銅貨とタカラガイの貝貨が使われ、比較的高額のルピー銀貨は納税用だった。レートは1ルピー＝銅貨64パイ＝貝貨5120個であり、ムガル帝国の末期まで一般的に流通し、一部の地域では19世紀前半まで納税に貝貨を使用できた。タカラガイはヨーロッパ船によってモルディブ諸島からオリッサやベンガルなどの海岸へ運ばれており、商人はモルディブで1ルピー9000個のレートで仕入れて2500から3000個のレートで売った。貝貨はかさばるため、イギリス東インド会社の収税官は納税された貝貨を他の地域に送金できなかったという記録もある。貝貨と銀貨の相場は周期的に変化しており、貝貨は農産物の対価として払われるので収穫期に相場が上昇し、納税に必要な銀貨は納税期に相場が上昇した。

## アフリカ
インド洋・サハラ交易

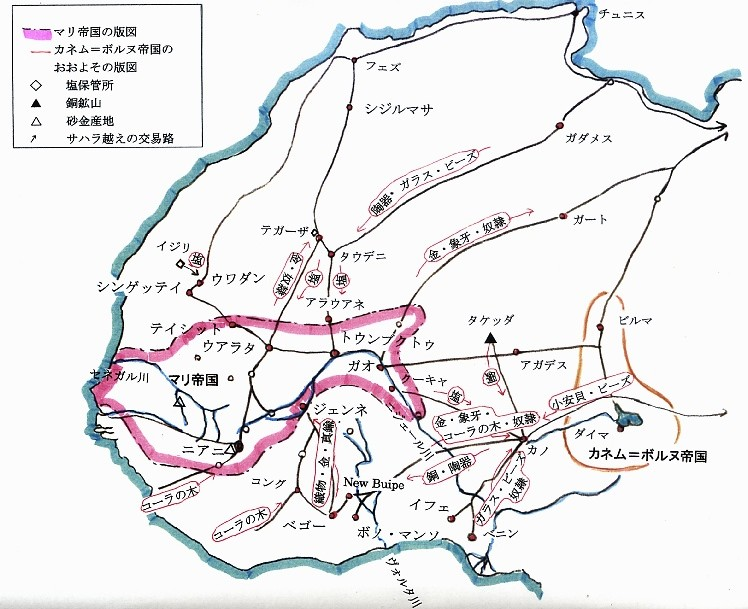
13世紀～15世紀初頭のマリ帝国とサハラ交易路

9世紀から10世紀には、インド洋に面する東アフリカからタカラガイやビーズが交易で運ばれ、コンゴ川流域の内陸にあるルバ王国のシャバやルンダ王国のザンビアにも届いた。アフリカで交易に使われた最初のタカラガイは南東のモザンビーク産という説もある。モザンビークでは現在もハナビラダカラが採取され、インド向けに輸出されている。13世紀後半から14世紀頃にインド洋からアフリカへ運ばれたタカラガイには2種類あり、キイロダカラが上級で、ハナビラダカラが2級品とされた。西アフリカにタカラガイを持ち込んだのは、サハラ砂漠を横断するサハラ交易を行うアラブ人やトゥアレグ人とされており、14世紀には旅行者のイブン・バットゥータがニジェール川流域の貝貨について記している。
大西洋貿易
15世紀にはベニン王国・コンゴ王国・アルドラ王国でも用いられ、大西洋貿易が始まるとポルトガルによって沿岸部でもタカラガイの貝貨が流入した。奴隷貿易にともなって大西洋からの流入が増えて内陸ルートは減少し、タカラガイの急増によって貝貨の価値は下落した。ニジェール川を探検したマンゴ・パークの記録によれば、1795年のバンバラでは1シリング＝250個だったが、19世紀中期には1シリング9.5ペンス＝2000個（10束）となった。

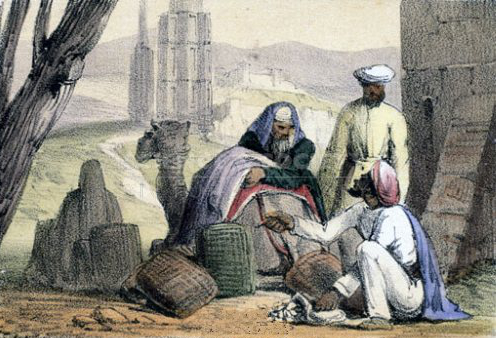
1845年のアラブ商人が使っていた貝貨

17世紀から18世紀にかけて欧米との奴隷貿易で栄えたダホメ王国では、タカラガイを通貨としていた。市場での食料品購入など国内の支払い手段として貝貨が使われた。市場では砂金も使えたが、小額面である貝貨のほうが適していた。金に対するレートは金1オンス＝貝貨32000個が安定して維持された。アフリカには貝貨に二重勘定を用いる地域があり、売り手のマージンとなった。ダホメで卸売が小売に売る際には、10×8が100と数えられた。このため小売商人は20%の代価を確保できるように定められていた。西スーダンやバンバラでも貝貨について同様の記数法が見られた。貝貨は金融でも使われており、ヨルバ人のアジョと呼ばれる貯蓄制度や、エススと呼ばれる庶民金融でタカラガイが通用した。エススではメンバーが定期的に出資し、集まった額を一人ずつ受け取ってゆく決まりだった。
ダホメには、タカラガイが貨幣になった由来についての伝説がある。伝説によれば、はじめは貨幣も市場もなく、人々は互いの持ち物を交換していた。そこにダホメ最初の王であるテ・アグバンリが外来者として現れて、市場を作った。そして土着の王であるアグワ＝ゲデは、大地から食料の落花生と貨幣のタカラガイを引っ張り出して人々に与えた。人々はアグワ＝ゲデを讃え、市場でタカラガイの貨幣を使って食料を買うようになったという。伝説を解釈すると、タカラガイは外界から持ち込まれたので現地の人々は生態などを知らない点、物々交換に替わって貨幣が使われる点、貨幣は権力を表す点などが判明する。
植民地時代
19世紀末から20世紀にかけて、欧米諸国がアフリカ大陸を植民地とするために進出した。当時もナイジェリアはタカラガイの貝貨が流通しており、イギリスは1920年までに貝貨を非合法として自国で発行する銅貨に切り替えようとした。しかし貝貨は非公式に使われ続け、イギリスは新貨幣を普及させるために給料、納税、市場での取引において新貨幣を義務化し、次第に新貨幣が普及していった。貝貨の取引が終わるまでにモルディブで採取されたキイロダカラは約300億個にのぼる。

## アメリカ

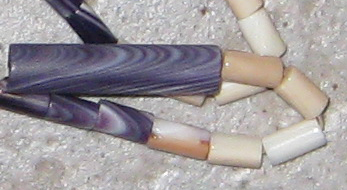
ホンビノスガイとバイ貝で作られたワムパム

海岸沿いのアメリカ先住民は、ワムパムという貝の工芸品を貨幣として使っていた。ニュー・イングランドのホンビノスガイ（ナラガンセット語でクォーホグ）やミゾコブシボラから作られる数珠玉であり、紫色のサキと白色のワムピがある。黒や暗紫色のワムパムは、一般に白よりも価値が高かった。紐で結ばれて使われ、ワムパムピーグとも呼ばれた。ワムパムは装飾品や装身具、貢物であり、先住民にとって貴重品だったが、作ることは誰にもできた。先住民の首長は、これを兵士に報酬として渡していた。ワムパムを始めたのはロードアイランド植民地の近くのナラガンセット族であり、ワムパムを大量に作ったのはロングアイランドのメトアック族だった。海岸の部族は、川沿いのモホーク族や、さらに内陸の有力な部族への貢物や、五大湖周辺で高価だったビーバーの毛皮を手に入れるためにワムパムを使った。
ヨーロッパからの入植者で初めてワムパムを入手したのは1627年、オランダ西インド会社が経営するニューネーデルラントのド・ラジェールである。ド・ラジェールはメトアック族との取引でワムパムを入手し、プリマス植民地に持ち込んだ。当時の植民地では食料を自給できなかったため、先住民との交易ではワムパムをビーバー毛皮・トウモロコシ・鹿肉と交換し、武器・アルコール・ウィスキー・衣類をワムパムと交換した。食料が自給できるようになると、ビーバーの毛皮交易でワムパムが多用された。土地の購入にもワムパムが使われ、1657年に植民地人は100ポンド分のワムパムピーグでコナニィカット島を手に入れている。
当時のアメリカ植民地では金属が産出されず、金属貨幣の発行は本国から禁止されていたため、ワムパムは植民地同士の交易でも使われるようになった。法律でレートが定められたことにより、ワムパムは小額の法定通貨として認められていった。植民地人と先住民の交易は平和理に続いたが、毛皮価格の下落、ビーバーの生息数減少による毛皮入手難などの状況が重なって交易にワムパムが使われなくなっていった。加えて、メトアック族たちに独占されていたワムパムの生産に植民地人が参入し、質の低いワムパムを生産した。こうして1661年には法定通貨としてのワムパムは廃止され、フィリップ王戦争（1675年）で先住民と植民地人の対立は激化した。
ワムパムの他に、太平洋岸ではツノガイの殻のビーズも貝貨となった。メキシコ西部ではウミギクガイ科の二枚貝はビーズ状の貝貨となりスポンドゥリクス（Spondulix）と呼ばれる。チャンネル諸島のチュマシュ族は、マクラガイ科のCallianax biplicataの貝殻から円盤型の貝貨アンチュムを作る。
また、世界恐慌中にも使われたことがある。
1933年3月6日、フランクリン・ルーズヴェルト大統領は全米の銀行に「銀行休日」を宣言した。それは3月12日まで続くのであるが、カリフォルニア州のピズモビーチという町では少額の釣銭が不足して不便を強いられた。そこで、一部地元企業はハマグリの殻に金額と責任者の署名を記した代用貨（scrip currency）を発行した。世界のハマグリの首都（Clam Capital of the World）であることを誇るこの町にとっては自然なことであり、短命に終わったとはいえ流通した。
アメリカのスラングでは貝と貨幣の関係を示すものがある。二枚貝を意味するクラムは1ドルを表し、貝貨の名残りとされる。現金を意味するスラングとしてはスポンドゥリクスやウォムパムが使われている。支払いを意味するシェルアウト（shell out）という表現も貝貨が起源とされる。

## オセアニア

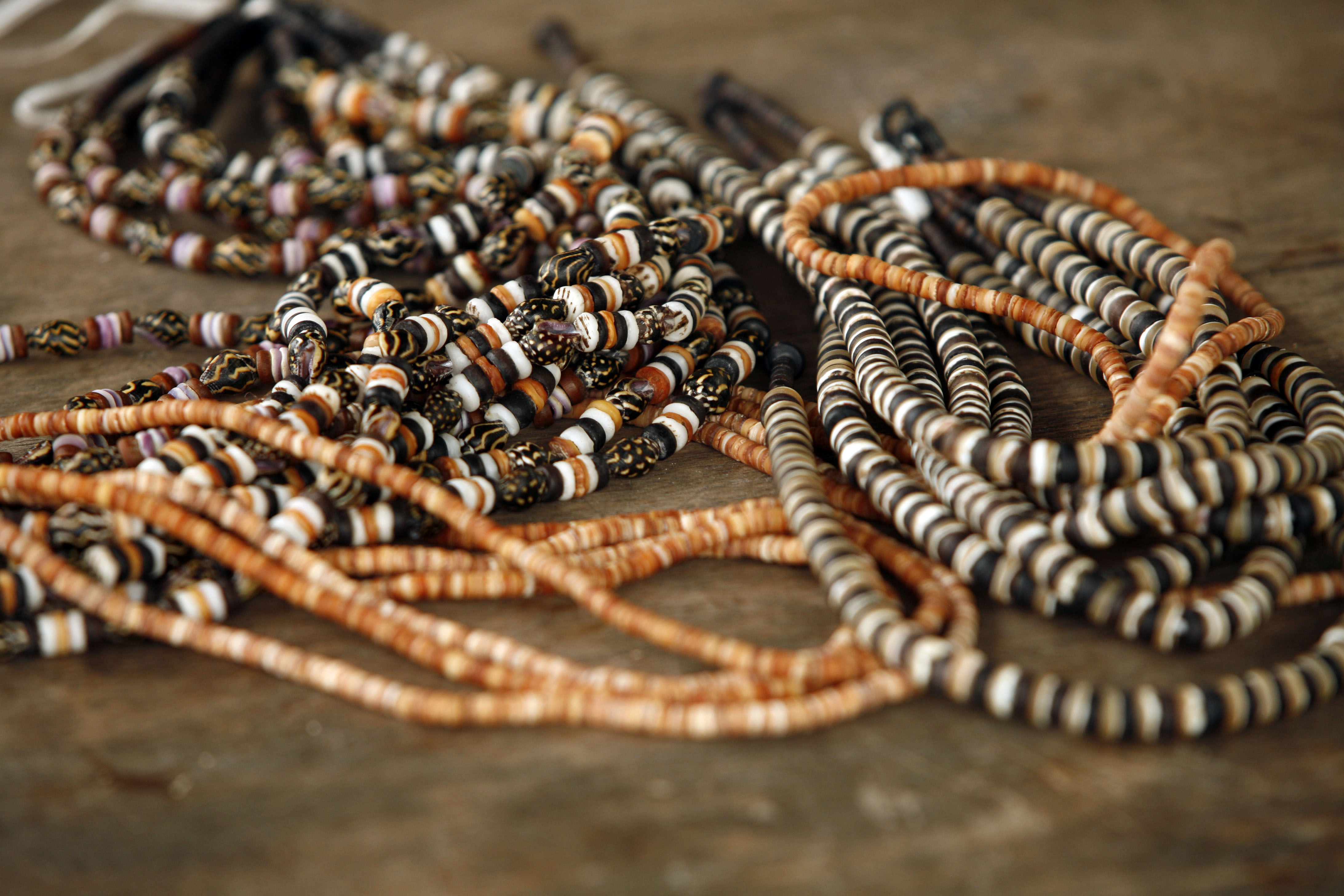
パプアニューギニアの貝貨・タブ。

パプアニューギニア
東ニューブリテン州のトーライ人は、ムシロガイ科の巻貝からビーズ状の工芸品を作り、このビーズはタブという貨幣として現在でも流通している。トーライの人々はタブを婚資や賠償の支払いや、威信財、交換などに伝統的に使ってきた。素材があれば誰でもタブを作れるが、ムシロガイは近隣には生息していないため、遠方から獲得したりコストをかけて運ぶ必要があり、現在はソロモン諸島から運ばれている。タブの単位はいくつかあり、最もよく使うのはポコノと呼ばれ、大人が両手を広げたときの左右の手の幅（約180センチ）にあたる。貝殻の数を基準にする単位としてはパラタプがあり、1パラタプは貝殻1個にあたる。最大の単位としては、100ポコノから1000ポコノを車輪状にしたロロイがある。
タブは日常の交換の他に、頼みごとのお礼、納税、裁判の賠償などに使われる。貯蔵されたタブは、婚資や葬儀などでロロイとして使われ、ロロイは切り分けられて参加者に分配される。日常的な交換でタブの使用は減っているため、大量のタブが出る儀礼はタブを得る機会であり、現金収入の少ない人々が分配されたタブで買い物をする機会でもある。
パプアニューギニアには他にも貝貨があり、民族ごとに長さや貝殻が異なる紐状の形態を使っている。通貨であるキナの名称は、貝貨に用いていたキナ貝（クロチョウガイ）を由来とする。少数民族アベラム族の貝貨クエルエクはオオシャコガイから作る腕輪状の形をしており1900年代初頭まで使われていた。ミルン湾では赤い貝殻から作る首飾り型のバギや白い貝殻から作る腕輪型のムワリがあり、ニューブリテン島には赤茶色の貝殻から作るタフリアエがある。高地族では、シロチョウガイが最高の貨幣として扱われる。
東ニューブリテン島州政府はタブを補完通貨として制度化を進めており、1990年代に通貨として認められた。1998年時点でトーライ人全体で400万ポコノのタブが存在しており、流通していたのは4分の1ほどで残りは老人が蓄えていた。2002年時点で1ポコノ＝4-5キナとなり、タブとキナの交換サービスもある。

ソロモン諸島・ヤップ島

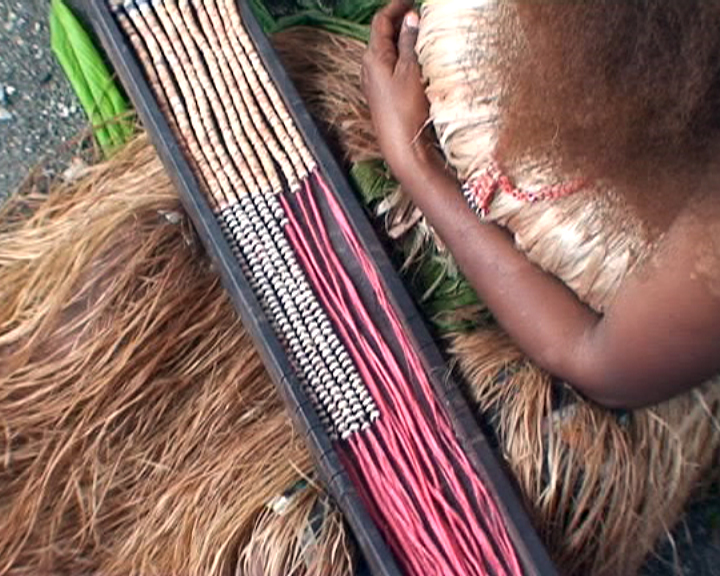
ランガランガ・ラグーンの貝貨製作

ソロモン諸島では、マライタ島のランガランガ・ラグーンが貝貨の製作地域として知られている。素材にする貝は4種類あり、暗赤色のケエ（アマボウシガイ）、赤色のロム（キクザルガイ）、白色のカカヅ（ハイガイ）、黒色のクリラ（クロタイラギ）である。これらから作るビーズ状の貝貨は3種類あり、ケエから作るサフィ、カカヅから作るイサエ・ガリア、4種類を合わせたアクアラ・アフである。これらの貝貨はマーケットで売られてマライタ島やブーゲンヴィル島、ガダルカナル島で流通しており、現金収入の手段として女性が中心になって製作している。貝貨には紛争の賠償、カヌーや豚など重要な品との交換の他に、婚資として夫側が支払うという重要な役割もある。レートは、アクアラ・アフ1本＝イサエ・ガリア5本から10本＝200から400ソロモン諸島ドル（約1万円から4万円）にあたる。
その他にも、ケエのビーズをつないだサフィやバニ・アウ、白い巻貝から作るファアア、ケエ・カカヅ・クリラで作るガダルカナル島の貝貨タリナなどがランガランガで製作されている。マライタ島の南部ではファタファガという貝貨があり、アクアラ・アフ1本＝ファタファガ2本にあたる。ソロモン西部のニュー・ジョージア諸島には、ポアタという腕輪状の貝貨がある。ポアタはオオシャコガイから作られ、世襲の専門家であるマタゾナが製作する。
巨大な石貨でも知られるヤップ島には、ウミギクガイから作るガウという貝貨があり、村同士の紛争解決や重罪の賠償金として支払われた。現在は通貨ではないが、銀行ではガウを担保にしたローンが可能となっている。

## 工芸・交易との関係
貝貨が日常的に使われる地域では、貨幣と工芸品との区別ははっきりしている。しかし貝貨の使用頻度が減ったり、貝貨の存在しない文化圏の人間にとっては、貨幣と工芸品の区別が困難となる。土産物の装身具として受け取った貝が多額の現金とみなされ、税関で持ち込みを禁止される場合もある。
貝貨のない地域が貝貨の原料を輸出したり、装飾や呪術的な目的で貝の交易をすることは世界各地で行われてきた。パプアニューギニアではマッシム地方で貝のネックレスと腕輪を使うクラが最も有名であり、南東のモツ族によるヒリや、高地のメルパ族がアコヤガイを使って行うモカがある。南西諸島では弥生時代の九州とイモガイやゴホウラ交易があり、7世紀以降は日本の朝廷や唐とヤコウガイ交易が行われた。アメリカ大陸では、北西海岸のトロワ族の交易や、中米のコパンや南米のモチェにおけるウミギクガイの交易などがある。物語に登場する題材としては、『竹取物語』のかぐや姫が求婚者に求めた品物の中に「燕の持ちたる子安の貝」（燕の産んだ子安貝）があり、入手困難な貴重品としての意味をもっていた。